# Croix Saint-Nicolas
La croix Saint-Nicolas est une croix située à Vouhenans, en France.

## Localisation
La croix est située sur la commune de Vouhenans, dans le département français de la Haute-Saône.

## Historique
L'édifice, construit dans le 1er quart du 16e siècle, est classé au titre des monuments historiques en 1979.